# Henry McNeil
Pour les articles homonymes, voir McNeil.
Henry McNeil, couramment appelé Harry McNeil, est un footballeur international écossais, né en 1853, à Rhu, Argyll and Bute et décédé le 2 juin 1924. Évoluant au poste d'attaquant, il est particulièrement connu pour ses saisons à Queen's Park.
Il compte 10 sélections pour 6 buts inscrits en équipe d'Écosse.

## Biographie

### Carrière internationale
Henry McNeil reçoit 10 sélections en faveur de l'équipe d'Écosse. Il joue son premier match le 7 mars 1874, pour une victoire 2-1, au Hamilton Crescent de Glasgow, contre l'Angleterre en British Home Championship. Il reçoit sa dernière sélection le 14 mars 1881, pour une victoire 5-1, à l'Acton Park de Wrexham, contre le Pays de Galles en British Home Championship. Il inscrit 6 buts lors de ses 10 sélections, dont un doublé.
Il participe avec l'Écosse aux British Home Championships de 1874 à 1879 et 1881. 

#### Buts internationaux
| no | Date         | Lieu                        | Adversaire     | Score final | Compétition               |
| -- | ------------ | --------------------------- | -------------- | ----------- | ------------------------- |
| 1  | 6 mars 1875  | The Oval, Kennington        | Angleterre     | 2-2         | British Home Championship |
| 2  | 4 mars 1876  | Hamilton Crescent, Glasgow  | Angleterre     | 3-0         | British Home Championship |
| 3  | 25 mars 1876 | Hamilton Crescent, Glasgow  | Pays de Galles | 4-0         | British Home Championship |
| 4  | 2 mars 1878  | First Hampden Park, Glasgow | Angleterre     | 7-2         | British Home Championship |
| 5  | 2 mars 1878  | First Hampden Park, Glasgow | Angleterre     | 7-2         | British Home Championship |
| 6  | 14 mars 1881 | Acton Park, Wrexham         | Pays de Galles | 5-1         | British Home Championship |